# Ingranditore
Un ingranditore è un dispositivo ottico (proiettore) che consente di ingrandire un'immagine. È comunemente utilizzato in fotografia per la stampa di negativi e diapositive, in bianco e nero o a colori.

## Parti essenziali
Le parti essenziali dell'ingranditore sono:

Schema di un ingranditore fotografico

- La testa è la parte principale dell'ingranditore e contiene la lampada, normalmente una lampadina a incandescenza, e i dispositivi per creare un fascio luminoso uniforme come un condensatore o uno schermo traslucido. Ci sono ingranditori a luce diffusa e a luce condensata, che differiscono nella direzione della luce che investe il negativo. La testa ospita anche il porta-negativi e l'obiettivo, che di solito ha una focale di 50mm per il formato 24x36mm. L'obiettivo, dotato di diaframma, è corredato di un dispositivo di messa a fuoco e di un filtro rosso mobile, in modo da poter accendere l'ingranditore e inquadrare senza impressionare la carta fotografica. La testa è provvista di un cassettino per i filtri per modificare il colore della luce dell'ingranditore e delle dominanti cromatiche[1] nella stampa a colori o per la regolazione del contrasto nella stampa su carte in bianco e nero a contrasto variabile.[2] La testa può essere regolata in altezza sulla colonna, che deve essere sufficientemente robusta e rigida.
- La colonna è la parte dell'ingranditore che sostiene la testa. Essendo questa spesso abbastanza pesante, è importante che la colonna sia sufficientemente robusta e rigida e di sezione sufficientemente grande. In alcuni modelli, la colonna è dotata di cremagliera dentata su cui ingrana la testa per poter essere sollevata e abbassata facilmente agendo su una manovella; in altri questo movimento è ottenuto con un meccanismo a frizione.
- Il piano di stampa è solitamente realizzato in legno e sostiene l'insieme testa-colonna dell'ingranditore. Deve essere sufficientemente pesante e ampio per garantire la stabilità del tutto.

### Accessori
Gli accessori per la stampa fotografica con ingranditore possono includere:
- Marginatore: serve a mantenere perfettamente piano il foglio di carta sotto l'ingranditore, consentendo di avere l'immagine proiettata perfettamente a fuoco e di posizionarlo in modo da stampare la porzione voluta con precisione e "ripetibilità".
- Timer da stampa: serve ad impostare il tempo di posa, funzionando più o meno come la ghiera dei tempi delle reflex.
- Focometro: posto sul piano di stampa, permette di facilitare notevolmente la messa a fuoco ingrandendo notevolmente il negativo.

## Principio di funzionamento

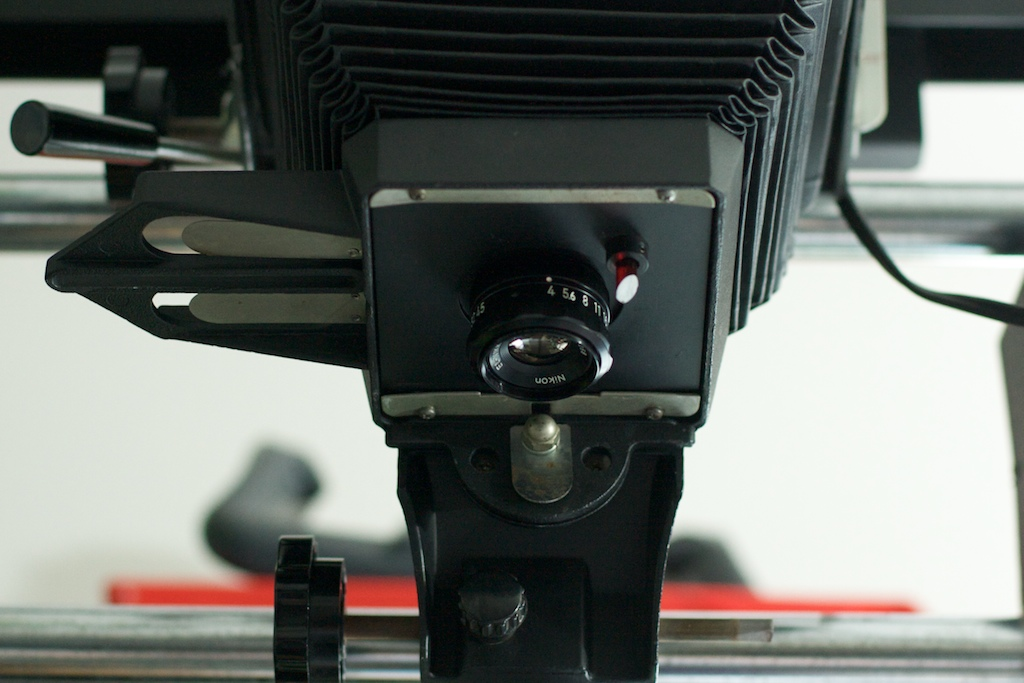
Obiettivo per ingranditore con ghiera per la regolazione dei diaframmi

La luce passa attraverso la pellicola in cui è depositata l'immagine, negativa o positiva, e viene proiettata, ingrandita, sulla carta fotografica, che viene così sensibilizzata dalla luce. Tale stampa viene chiamata "ingrandimento".
Regolando la distanza tra obiettivo e carta, è possibile ottenere diversi gradi di ingrandimento, con l'unico limite dato dalla struttura dell'ingranditore e dalla dimensione della carta. Tuttavia alcuni ingranditori possono essere ruotati così da proiettare l'immagine a maggiori distanze, ottenendo ingrandimenti superiori a quanto normalmente permesso dalla lunghezza della colonna che regge la testa dell'ingranditore stesso.
Modificando l'ingrandimento dell'immagine, si rende necessario anche regolare la messa a fuoco. Ciò avviene grazie ad un soffietto regolabile, posizionato tra il telaietto in cui viene inserito il negativo e l'obiettivo, e all'ausilio di un focometro, strumento di ingrandimento che permette di visualizzare un ingrandimento della grana della pellicola proiettata sul piano di ingrandimento. Alcuni ingranditori, ad esempio della Leica, sono dotati di un autofocus, che svolgono questo compito automaticamente.
Tali prove vengono normalmente effettuate prima di posizionare la carta sulla superficie di proiezione, perfezionando gli ultimi aggiustamenti anteponendo all'obiettivo dell'ingranditore un filtro rosso, alla cui luce la carta non è sensibile. Una volta terminate queste operazioni preliminari e rimosso il filtro, la carta viene esposta alla luce dell'ingranditore per il tempo sufficiente ad impressionare la carta ottenendo una immagine perfettamente esposta usufruendo di un apposito timer che conta i secondi, ed eventualmente i minuti, di esposizione. Per giungere a questo normalmente si eseguono delle prove su pezzetti di carta sensibile o si utilizza un esposimetro.

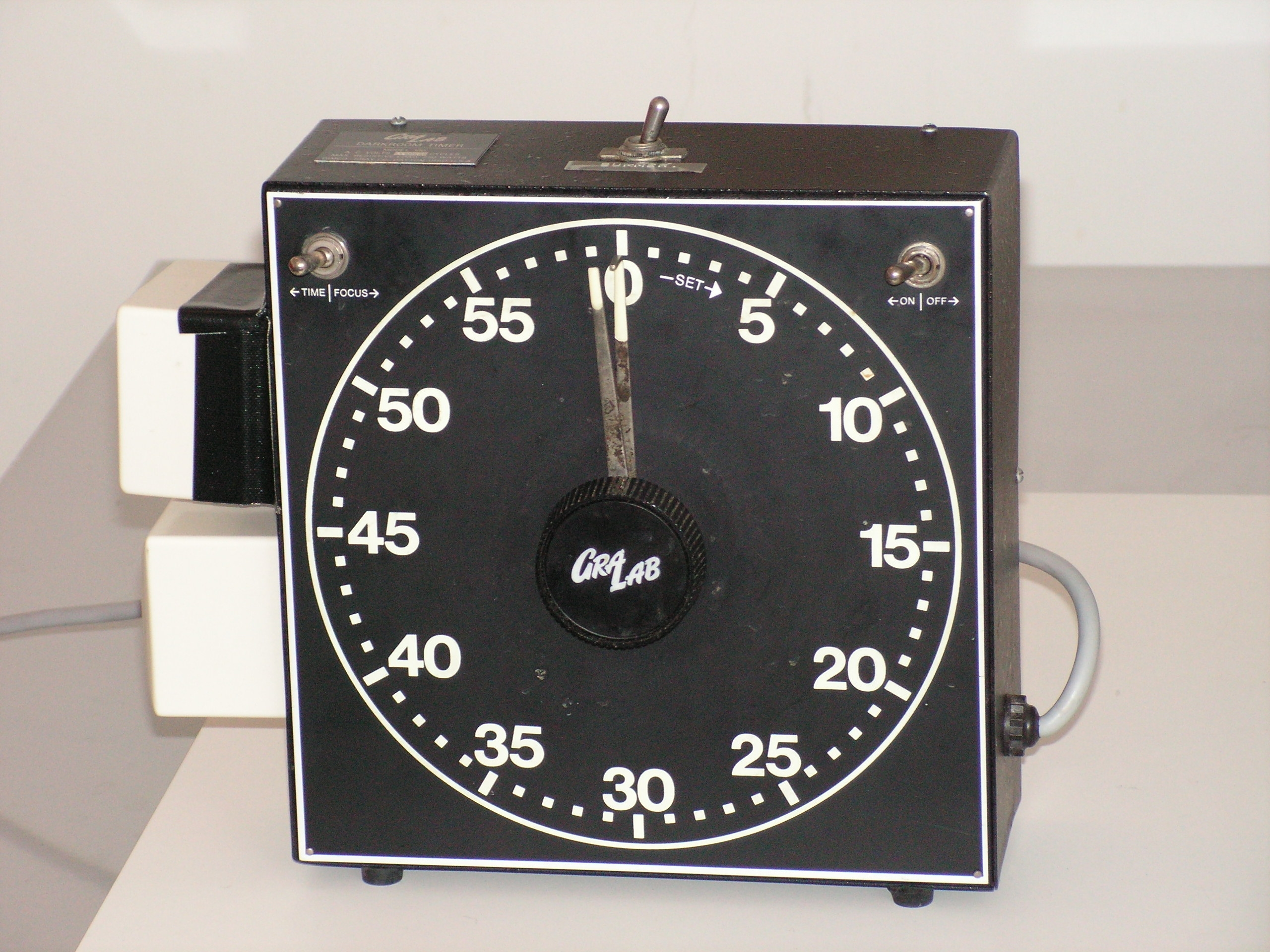
Timer elettronico dedicato per la camera oscura

Per aumentare/diminuire la quantità di luce (e conseguentemente aumentare/diminuire la profondità di campo) si agisce sul diaframma, secondo lo stesso principio previsto dalla ripresa fotografica. Normalmente viene utilizzata apertura f8.
Le attuali lampade a basso consumo non sono adatte a essere utilizzate per impressionare la carta fotografica perché l'accensione non è immediata e la posa richiesta può essere anche di una frazione di secondo.
Successivamente si procede alle fasi di sviluppo, arresto e fissaggio nelle apposite vaschette di trattamento in cui sono stati previamente versati i bagni chimici.
L'ingranditore viene utilizzato all'interno di una camera oscura, illuminata con luce inattinica rossa o giallo-verde, nel caso di carte ortocromatiche, o nel buio totale, nel caso si utilizzino carte pancromatiche (come ad esempio la carta per la stampa a colori).

## Tipologie di ingranditore

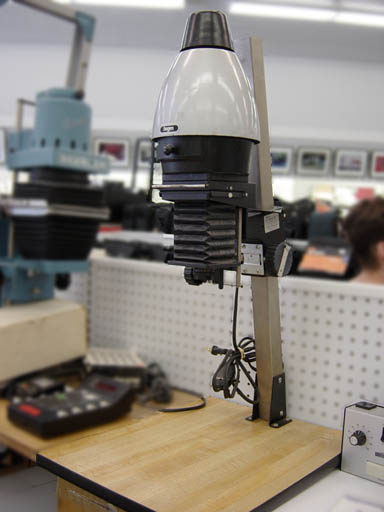
Ingranditore fotografico Bogen

Si possono distinguere i seguenti tipi di ingranditore:
- Ingranditore a condensatore
- Ingranditore a diffusore
- Ingranditore a colori
- Ingranditore digitale

### Ingranditore a condensatore
L'ingranditore a condensatore è dotato di una sorgente luminosa, di una lente che condensa la luce, un supporto per la pellicola e un obiettivo.
Questo tipo di ingranditore produce un contrasto elevato fornendo maggiori dettagli dell'immagine, che risulta così più nitida, rispetto al diffusore. Questo tipo di illuminazione, però, al contempo enfatizza eventuali difetti del negativo, quali la polvere, i graffi e la grana della pellicola.
Un esempio di produzione italiana è il cosiddetto: Siluro di Tortona.

### Ingranditore a diffusore
L'ingranditore a diffusore è composto da una sorgente luminosa, un diffusore (solitamente realizzato tramite un box specchi oppure tramite un vetro satinato o plastica bianca) che fornisce illuminazione alla pellicola, un supporto per la pellicola e un obiettivo.
In questo ingranditore la luce viene diffusa durante il suo percorso dal negativo all'immagine proiettata sulla carta.
Gli ingranditori a diffusore producono nella stampa un contrasto pari a quello riscontrabile nella stampa a contatto dei negativi della pellicola.

### Ingranditore a colori
L'ingranditore dedicato alla stampa a colori è un ingranditore a diffusore che comprende inoltre un meccanismo di filtraggio dei colori, posizionato tra la fonte luminosa e il negativo, che permette di aumentare o diminuire la quantità di luce ciano, magenta e giallo, così da aggiustare la dominante della stampa.
Altri modelli sono dotati di un cassetto in cui inserire varie gelatine. Questo tipo di ingranditore può essere utilizzato anche con carte monocromatiche a contrasto variabile per la stampa in bianco e nero.

### Ingranditore digitale
L'ingranditore digitale proietta sulla carta sensibile, un'immagine da uno schermo LCD, così da produrre l'ingrandimento da un'immagine digitale salvata in un file.

## Produttori di ingranditori
A causa dell'ampia diffusione della fotografia digitale, molti produttori di ingranditori hanno cessato la produzione di tali dispositivi. La Durst ha cessato la produzione di questi nel 2005, ma mantiene attivo il supporto per i modelli venduti.
Produttori di ingranditori:
- Agfa
- Charles Beseler Company[6]
- Bogen Imaging (Manfrotto)[7]
- De Vere (azienda)
- Durst
- Dunco[8]
- Fuji
- Gnome Photographic Products[9]
- Kaiser Fototechnik[10]
- Kienzle Phototechnik[11]
- Kindermann
- Klatt
- Lamperti & Garbagnati
- Leitz
- Liesegang
- Linhof
- LPL (azienda)
- Lucky (ora di proprietà della Kenko)
- Meopta
- Omega
- Ōmiya Shashin-yōhin K.K.
- Società anonima Siluro Tortona
- Teufel VG
- Paterson Photographic Limited[12]

## Limiti dell'ingrandimento delle immagini
La quantità di ingrandimento praticamente possibile (indipendentemente dalla struttura dell'ingranditore) dipende dalla dimensione della grana del negativo, dalla capacità risolutiva della fotocamera e dell'obiettivo dell'ingranditore, dal mosso dovuto al movimento del soggetto e dal mosso dovuto alle vibrazioni della fotocamera durante l'esposizione. Inoltre va considerata anche la distanza di osservazione della stampa.
Ad esempio una stampa di 13x18 cm destinata alla visualizzazione in un album di 40 cm di lato, può non essere adatta alla visualizzazione come stampa delle dimensioni di 20x30 cm se appesa alla parte di un corridoio dove venga osservata alla stessa distanza, ma può essere adatta alla stampa come cartellone di 150x200 cm se questo viene osservato da sei metri di distanza.